# Louis C. Wyman

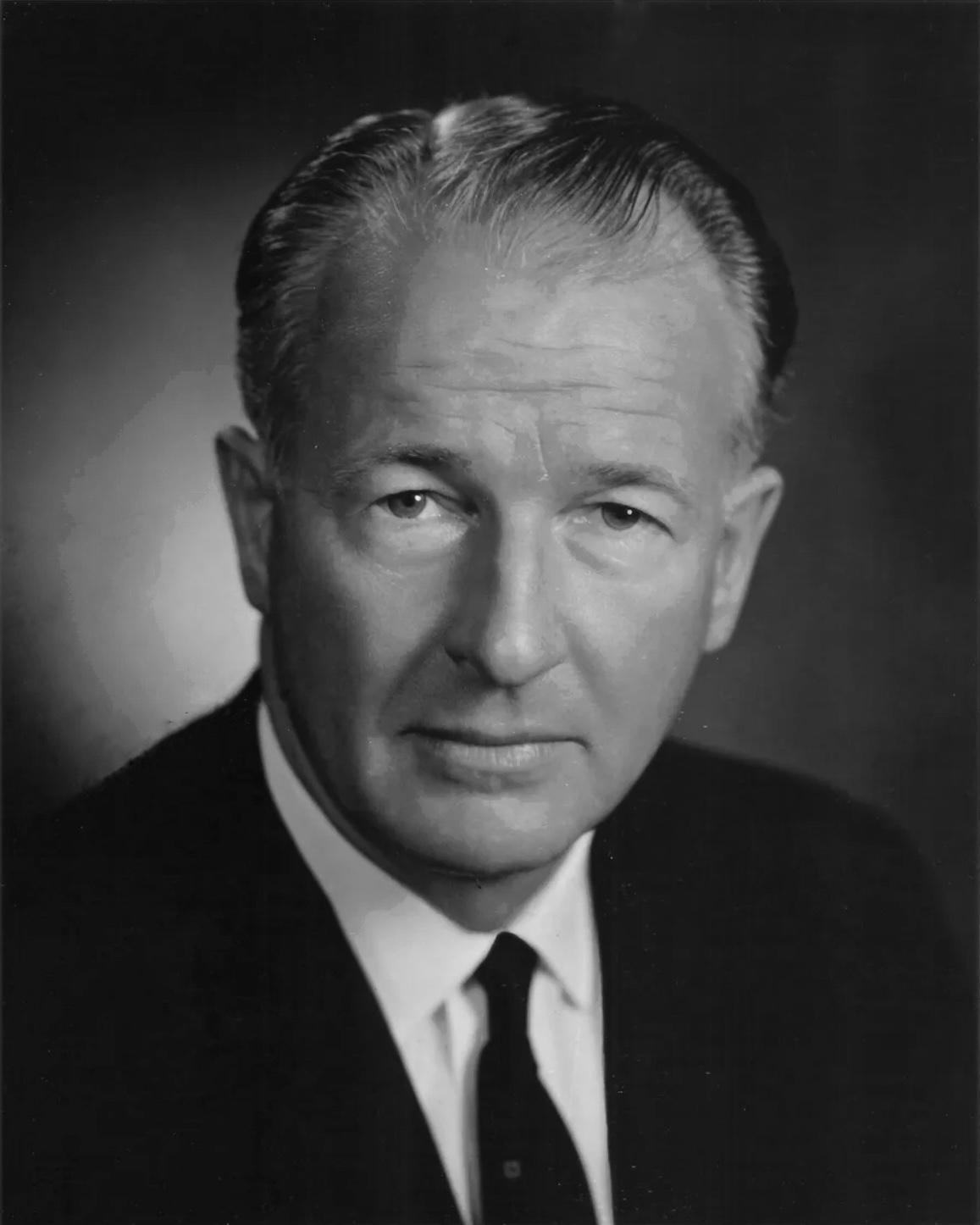
Louis C. Wyman

Louis Crosby Wyman (* 16. März 1917 in Manchester, New Hampshire; † 5. Mai 2002 in West Palm Beach, Florida) war ein US-amerikanischer Politiker (Republikanische Partei), der den Bundesstaat New Hampshire in beiden Kammern des Kongresses vertrat. Im Senat der Vereinigten Staaten absolvierte er dabei eine Amtszeit von nur drei Tagen.

## Juristische Laufbahn
Louis Wyman besuchte die University of New Hampshire in Durham, an der er 1938 seinen Abschluss machte. 1941 folgte das juristische Examen an der Law School der Harvard University, woraufhin er in die Anwaltskammern von Massachusetts und New Hampshire aufgenommen wurde und in Boston zu praktizieren begann. Während des Zweiten Weltkrieges diente er ab 1942 im Rang eines Lieutenant in der Marinereserve und wurde in Alaska eingesetzt.
Er verließ das Militär 1946. In diesem Jahr war Wyman dann noch als Rechtsberater eines Senatsausschusses in Washington tätig; 1947 wurde er Sekretär von US-Senator Styles Bridges. Danach fungierte er von 1948 bis 1949 als Rechtsberater eines gemeinsamen Kongressausschusses zur Wirtschaftshilfe im Ausland. Zwischen 1953 und 1961 übte Wyman das Amt des Attorney General von New Hampshire aus; dabei stand er 1957 als Präsident der Bundesvereinigung der Generalstaatsanwälte (National Association of Attorneys General) vor. Schließlich wurde er 1961 Mitglied im Beraterstab des Gouverneurs von New Hampshire. Ferner saß er in zahlreichen juristischen Ausschüssen auf Staatsebene.

## Politik
1962 bewarb Wyman sich erstmals um ein nationales politisches Mandat. Er wurde als Vertreter des ersten Kongressdistrikts von New Hampshire ins Repräsentantenhaus der Vereinigten Staaten gewählt, wo er zunächst nur vom 3. Januar 1963 bis zum 3. Januar 1965 verblieb. 1966 trat er jedoch erneut gegen den zuvor siegreichen Demokraten Joseph Oliva Huot an und war erfolgreich. Weitere drei Bestätigungen durch die Wähler folgten.
Im Jahr 1974 trat Wyman nicht zur Wiederwahl an. Stattdessen kandidierte er für den US-Senat, wo das Mandat des freiwillig ausscheidende Republikaners Norris Cotton neu zu besetzen war. Wyman traf auf den Demokraten John A. Durkin und besiegte diesen knapp mit einem Vorsprung von 355 Stimmen. Durkin verlangte jedoch eine Neuauszählung der Stimmen, die ihn dann mit zehn Stimmen vorn sah. Gouverneur Meldrim Thomson erklärte den Demokraten daraufhin zum Sieger; jedoch bestand nun Wyman auf einer erneuten Auszählung, die wiederum ein anderes Ergebnis lieferte: Nun gab es zwei Stimmen mehr für den Republikaner.
Zwischenzeitlich war Cottons Amtszeit als Senator nahezu beendet. Er trat am 31. Dezember 1974 zurück; am selben Tag wurde Wyman von Gouverneur Thomson als Nachfolger für die verbleibenden drei Tage der Sitzungsperiode ernannt. John Durkin gab jedoch nicht auf und trug sein Anliegen dem Plenum des Senats vor. Daraufhin wurde der Geschäftsordnungsausschuss mit der Klärung des Problems beauftragt, was jedoch nicht gelang. Der Senatssitz blieb während dieser Zeit vakant, wobei die Demokraten mehrere erfolglose Versuche unternahmen, Durkin als Senator bestätigen zu lassen. Schließlich schlug Wyman eine Neuwahl vor, was Durkin akzeptierte. Am 8. August 1975 übernahm Norris Cotton noch einmal kommissarisch seinen vormaligen Sitz.
Die Nachwahl erbrachte einen nun vergleichsweise deutlichen Vorsprung von 28.000 Stimmen für den Demokraten Durkin. Somit musste Wyman auf das Senatsmandat verzichten.
Wyman zog sich danach aus der Politik zurück und amtierte noch von 1978 bis 1987 als Richter am Superior Court von New Hampshire. Seinen Ruhestand verbrachte er abwechselnd in seiner Heimatstadt Manchester und in West Palm Beach, wo er im Mai 2002 den Folgen einer Krebserkrankung erlag.

## Belege
1. ↑  Closest Election in Senate History. In: Senate.gov; Anne M. Butler, Wendy Wolff:  The Election Case of John A. Durkin v. Louis C. Wyman of New Hampshire (1975). In: Senate.gov, 1995.

| Personendaten    | Personendaten                            |
| ---------------- | ---------------------------------------- |
| NAME             | Wyman, Louis C.                          |
| ALTERNATIVNAMEN  | Wyman, Louis Crosby (vollständiger Name) |
| KURZBESCHREIBUNG | US-amerikanischer Politiker              |
| GEBURTSDATUM     | 16. März 1917                            |
| GEBURTSORT       | Manchester, New Hampshire                |
| STERBEDATUM      | 5. Mai 2002                              |
| STERBEORT        | West Palm Beach, Florida                 |